# Terrence Des Pres
Terrence Des Pres (Effingham, 1939 – Hamilton, 16 novembre 1987) è stato uno scrittore statunitense e studioso dell'Olocausto.

## Biografia
Terrence Des Pres si è laureato al Southeast Missouri State College nel 1962. Ha completato gli studi laureandosi in filosofia presso la Washington University di St. Louis. Ha trascorso del tempo, dando vita ad una duratura amicizia, con John Nathan all'Università di Harvard come Harvard Junior Fellows, dove Des Pres era il sommelier. Si sposò due volte ed ebbe un figlio, Jean-Paul, dalla prima moglie Judith. La sua vedova, Liz, ora è un medico che vive nella zona di Boston.

### Carriera
Des Pres è noto per il suo lavoro sull'Olocausto, documentato in: The Survivor: An Anatomy of Life in the Death Camps. Alla Colgate University ha insegnato "Letteratura dell'Olocausto" ed è stato professore di letteratura alla William Henry Crawshaw. A Colgate, trascorse del tempo con lo scrittore Frederick Busch. Ha scritto Praises and Dispraises, pubblicato postumo nel 1988, che trattava della poesia e della sua utilità per la sopravvivenza.

### Morte
Secondo le memorie di John Nathan, Des Pres si suicidò il 16 novembre 1987. La morte di Des Pres fu giudicata "accidentale" dall'ufficio dei medici legali della contea di Madison. Secondo un articolo del Boston Globe del 1990, Des Pres morì per impiccagione. Dopo la sua morte, il poeta Paul Mariani ha parlato a un servizio per Des Pres a Colgate, dove potrebbero aver trascorso del tempo insieme mentre Mariani lavorava al suo master.

## Riconoscimenti
- 1978: National Jewish Book Award in the Holocaust category for The Survivor: An Anatomy of Life in the Death Camps[3]